# Železniška proga Vižmarje–Črnuče–Laze
Železniška proga Vižmarje–Črnuče–Laze je nekdanja ljubljanska severna železniška obvoznica, ki je obratovala v času nemške okupacije med letoma 1942 in 1945.

## Zgodovina
- Železniška postaja Vižmarje
- Železniška postaja Črnuče
- Železniška postaja Laze

Ko so med drugo svetovno vojno sile osi zasedle Jugoslavijo, je večji del Ljubljane pripadel Italiji, severna predmestja pa Tretjemu rajhu. To je pomenilo tudi, da so se proge z Jesenic, iz Kamnika in Zidanega Mosta, ki so večji del vodile po ozemlju pod nemško zasedbo, stikale v Ljubljani pod italijansko zasedbo. Kljub sporazumu o železniškem prometu čez prehode v Bohinjski Bistrici, Vižmarjah in na Črnučah, ki sta ga okupacijski sili sklenili 4. novembra 1941 in 20. decembra istega leta dopolnili, so se Nemci zaradi bojazni pred dolgotrajnimi italijanskimi carinskimi postopki odločili »svoje« dele prej omenjenih prog povezati s t. i. Obvozno progo. Obenem so ljubljanska severna predmestja povezali tudi s cestami (del te cestne obvoznice predstavlja Obvozna cesta, še danes znana tudi kot Nemška cesta. 
Glavni mejni prehod je bil na postaji Vižmarje,  ki so jo razširili in postavili dodatne barake za obmejne in carinske službe. Hkrati so na Črnučah na mestu postajališča zgradili postajo. Delovno silo so si zagotovili s propagandno akcijo »pravica do dela«. Moški, ki so zaradi razmejitve izgubili delo, so se tako morali zglasiti na uradu za delo, ki jih je lahko brez njihove privolitve poslal delat kamorkoli.
Zahodni del trase med Vižmarjami in Črnučami je bil odprt 5. oktobra 1942, daljši vzhodni del od Črnuč do Laz pa 15. avgusta 1943. 18,035 km dolga proga je bila enotirna, vendar je bil spodnji ustroj grajen tudi za morebitni drugi tir. Največja dopustna hitrost je bila 100 km/h, najmanjši krivinski radij je znašal 550 m, največji vzpon pa 6,5 ‰. Ob novozgrajeni progi so postavili še železniško postajo Beričevo (nemško Förtschach) in nedaleč od nje še nakladališče.
- Slepi tir v Šentvidu (južni izvoz s postaje Vižmarje) kot ostanek nekdanje železniške obvoznice
- Odcep trase proti Lazam (današnjega industrijskega tira do Brnčičeve ceste pri železniški postaji Črnuče)
- Mesto nekdanjega odcepa proge proti Vižmarjam na Ježici takoj po križanju z Dunajsko cesto

Promet na progi je bil ustavljen 8. maja 1945, takoj po nemškem umiku iz Ljubljane. Najprej je bil demontiran vzhodni del, kjer je ostal le industrijski tir od Črnuč do industrijske cone ob Brnčičevi cesti pod vasicama Ježa in Nadgorica. Preostali tiri so bili prepeljani v Bosno, kjer se je udarniško gradila proga med Brčkim in Banovići. Odsek med Vižmarjami in Klečami pri Savljah je nekaj časa služil kot industrijski tir za potrebe Gradisove gramoznice, preostanek trase do Črnuč pa kot »parkirišče« za pokvarjene vagone. Do leta 1947 so odmontirali tudi zahodni del proge in gramoz odpeljali na gradbišče proge med Dutovljami in Sežano.
Komaj je proga bila demontirana, so leta 1948 pričeli razmišljati o ureditvi ljubljanskega železniškega vozlišča. Predvidena je bila obnova te proge ter njen 9 km dolg podaljšek od Vižmarij do Viča. Ker so obvoznico pričeli graditi med pripravami na V. kongres Komunistične partije Jugoslavije, so jo poimenovali »Proga V. kongresa«. Leta 1949 so vsa dela nenadoma ustavili in jih niso več nadaljevali.

## Trasa
Začenši na vzhodu se je železniška obvoznica pričela takoj za Železniško postajo Laze, kjer je prečkala Savo in kmalu zatem pri Dolskem še Mlinščico. V bližini današnje bencinske črpalke  v Podgori se je priključila trasi današnje Zasavske ceste (glavne ceste G2-108 med Ljubljano in Litijo) in ji več ali manj sledila vse do Črnuč. Na kamniško progo se je priključila 1 km pred Železniško postajo Črnuče, natančneje, med podvozom pod Štajersko cesto in nadvozom nad Potjo k sejmišču.
Od trase kamniške proge se je odcepila kmalu za mostom čez Savo, natančneje, takoj po nivojskem križanju z Dunajsko cesto na Ježici. Tam se je usmerila proti Obvozni cesti, nato spet mimo teniških igrišč v Klečah proti jugu, nakar se je pred Železniško postajo Vižmarje priključila gorenjski progi.

## Ostanki
- Nosilci mostu čez Mlinščico v Dolskem

Na progo nas še danes spominja nekaj ostankov ob trasi, denimo industrijski tir s postaje Črnuče do industrijske cone ob Brnčičevi ulici, Zasavska cesta do Podgore ali glede na dejanski pomen kraja dokaj velika železniška postaja v Lazah. 
Zelo malo slabo vidnih ostankov se je ohranilo na zahodnem delu trase med Vižmarjami in Črnučami. Zato pa jih je toliko več vidnih na skrajnem vzhodnem delu. Most čez Savo pri Lazah je bil resda zgrajen po demontaži proge, vendar stoji natanko na mestu nekdanjega železniškega. Že z mosta je mogoče v goščavi videti sicer zaraščene nosilce nekdanjega 60-metrskega mosta čez Mlinščico pri Dolskem. Na drugi strani Mlinščice je še ohranjen del nasipa, ki danes služi kot priložnostni peskokop. Ob prečkanju trase čez lokalno cesto med Dolskim in Klečami pri Dolu so še vidni betonski temelji čuvajnice, od tam naprej do bencinske črpalke v Podgori pa je trasa dobro vidna kot zaraščen greben. Ohranjena je tudi stavba železniške postaje v Beričevem kot tudi ostanki bližnje nakladalne rampe in čuvajnica.